# 35.ª Cumbre del G8

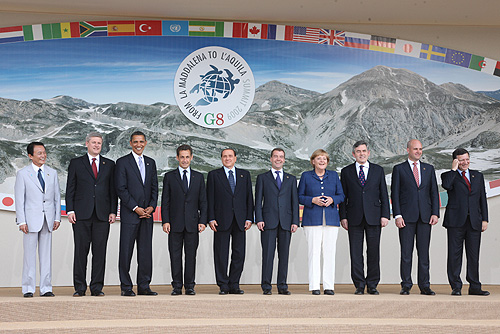
Los mandatarios del G8 posando para la prensa.

La 35.ª Cumbre del G8 se celebró entre el 8 y el 10 de julio de 2009 en la ciudad de L'Aquila, en la Academia de la Guardia di Finanza. Aunque en un principio la cumbre se iba a realizar en La Maddalena, Cerdeña, la sede se cambió a raíz del terremoto que devastó L'Aquila en abril de 2009, por lo que el gobierno italiano decidió cambiar la sede para redistribuir fondos.

## Participantes
Además de los líderes del G8, también participaron en la cumbre numerosos jefes de Estado de otros países.

### Permanentes

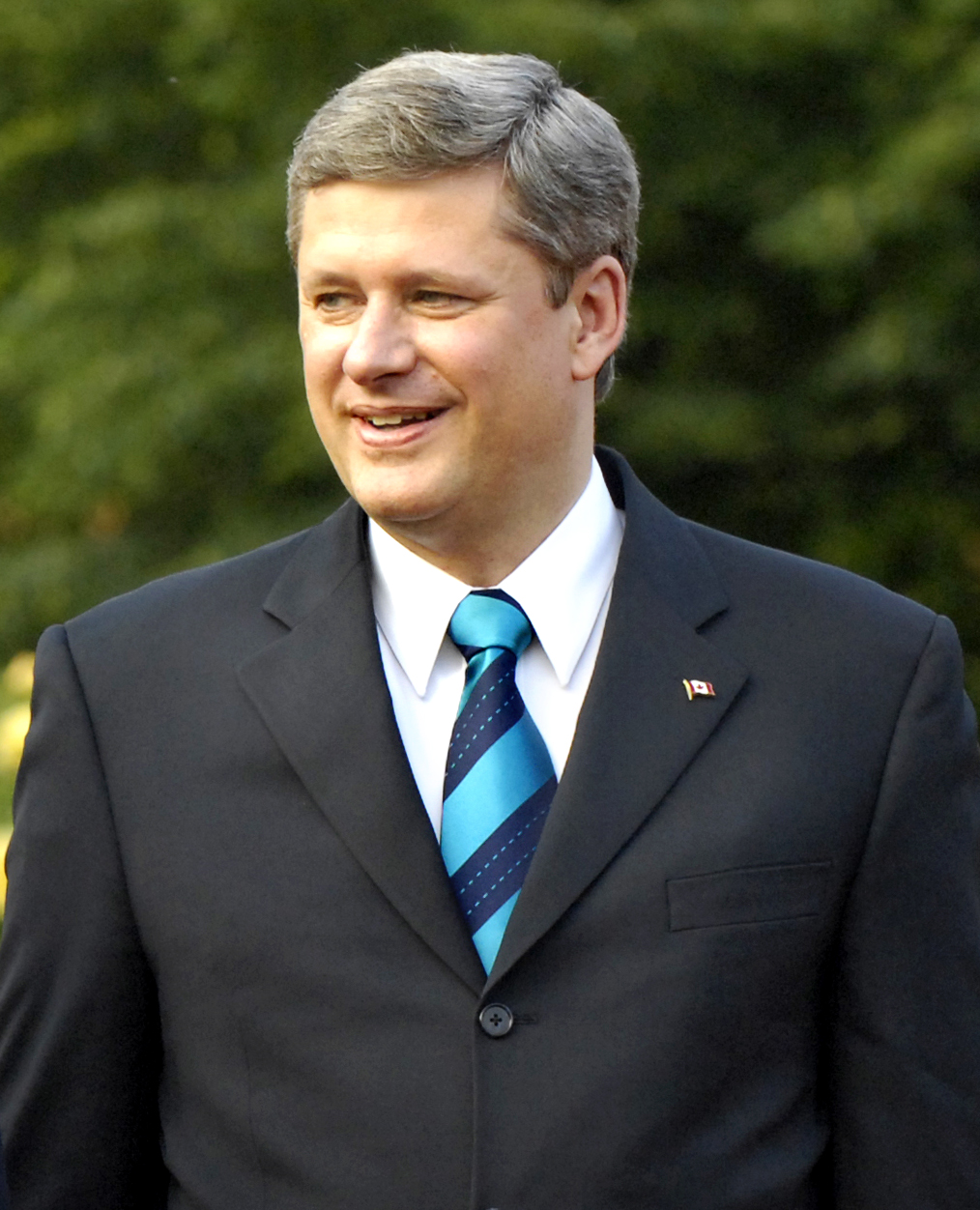
CAN Stephen Harper
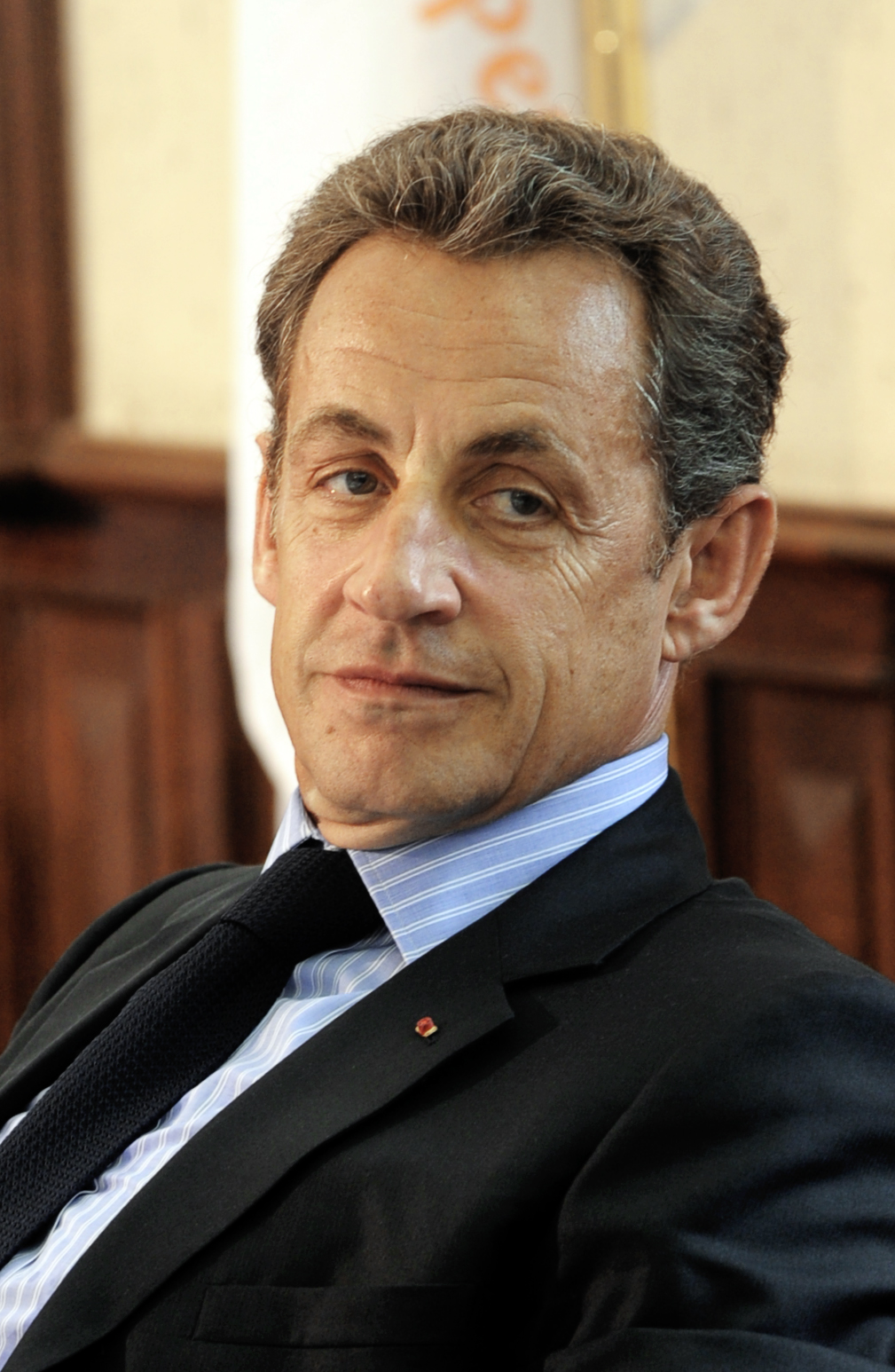
FRA Nicolas Sarkozy
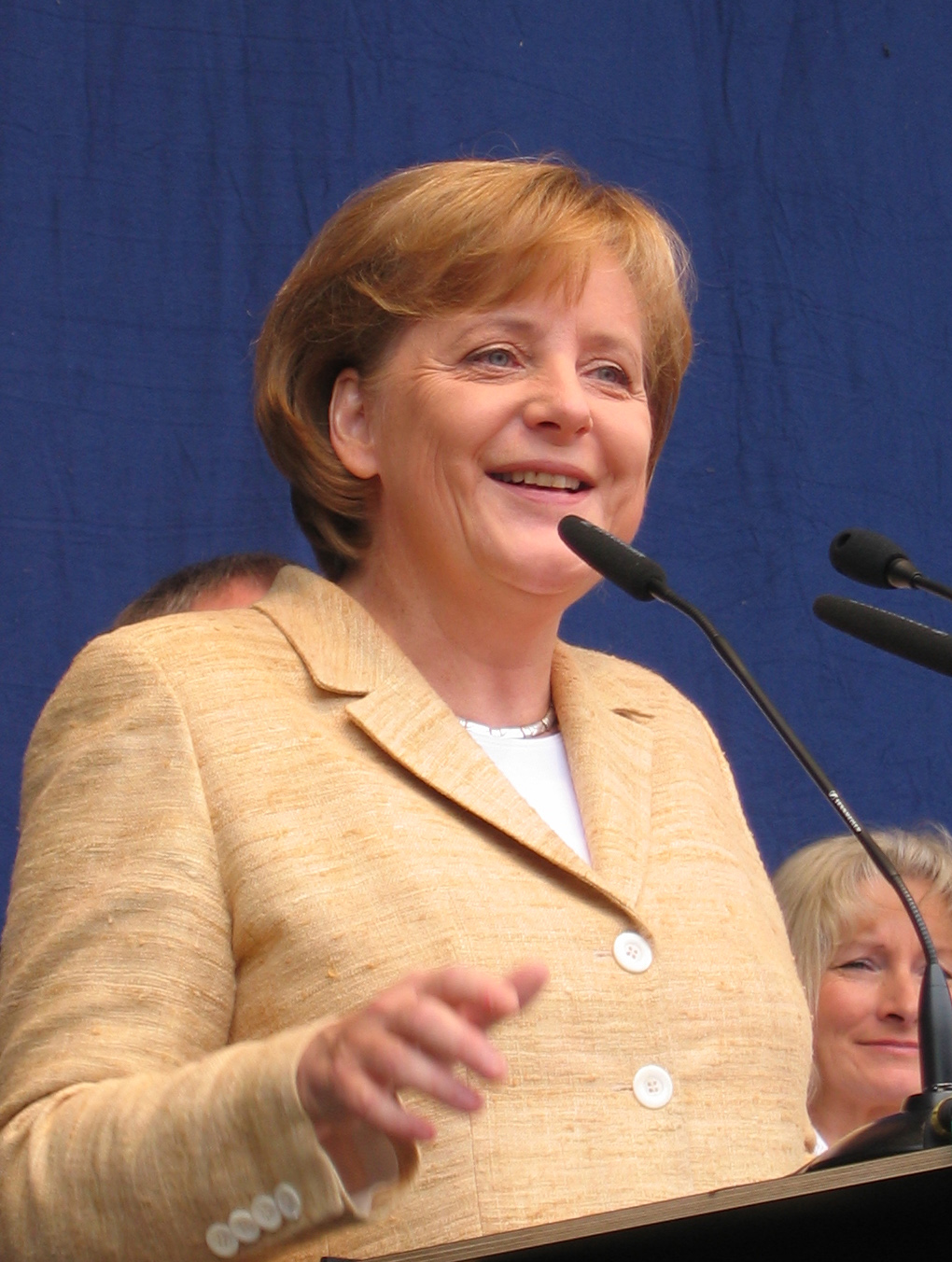
DEU Angela Merkel
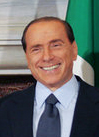
ITA Silvio Berlusconi (anfitrión)
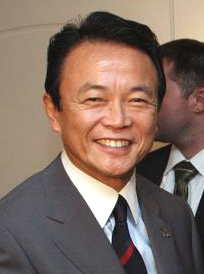
JPN Taro Aso (primera participación)
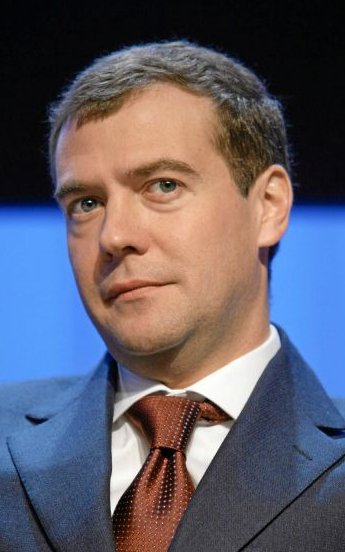
RUS Dmitri Medvédev
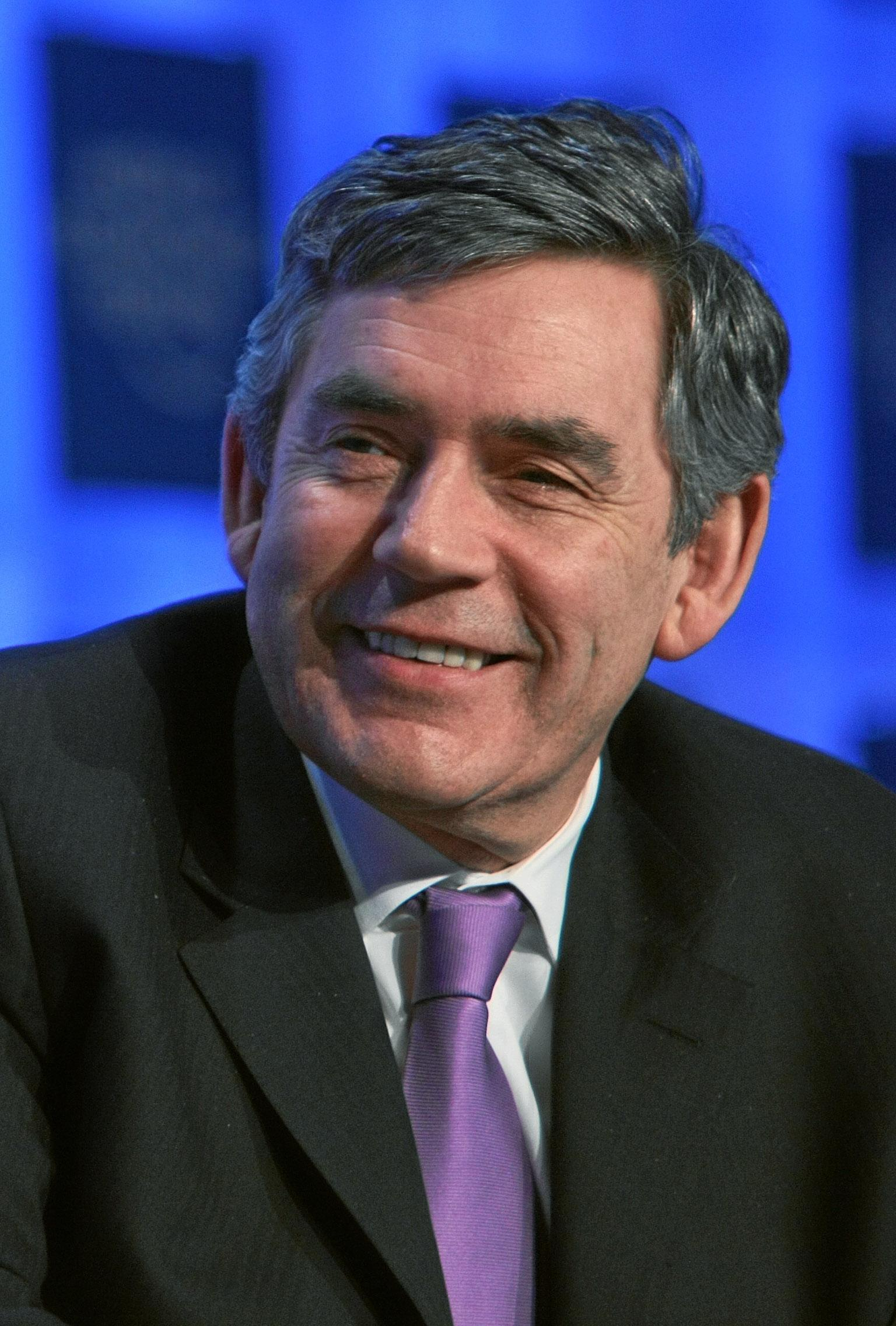
GBR Gordon Brown
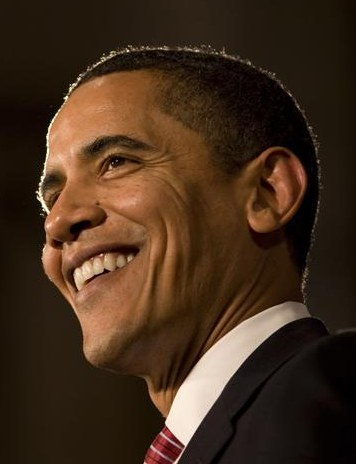
USA Barack Obama (primera participación)

- Canadá
Stephen Harper
- Francia
Nicolas Sarkozy
- Alemania
Angela Merkel
- Italia
Silvio Berlusconi
(anfitrión)
- Japón
Taro Aso
(primera participación)
- Rusia
Dmitri Medvédev
- Reino Unido
Gordon Brown
- Estados Unidos
Barack Obama
(primera participación)

### Invitados

#### G8+5

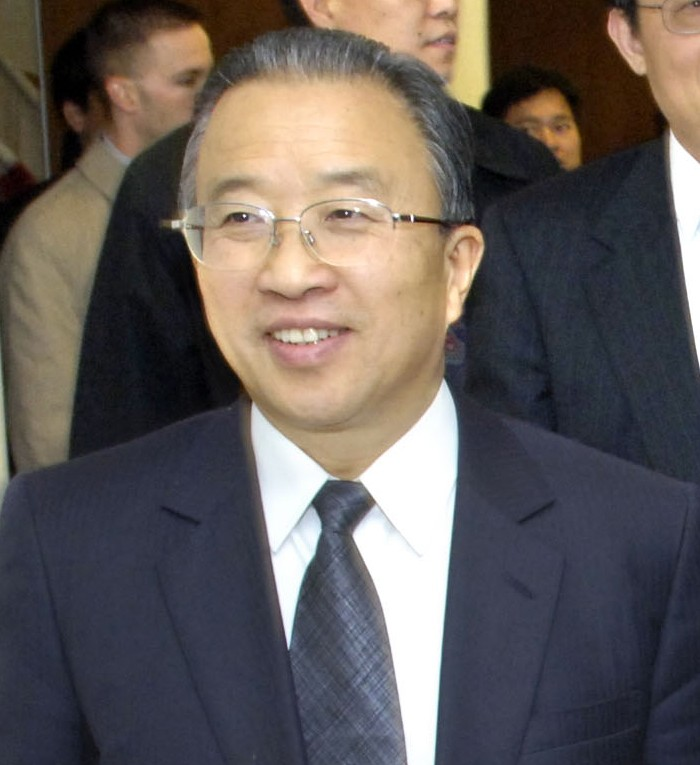
CHN Dai Bingguo
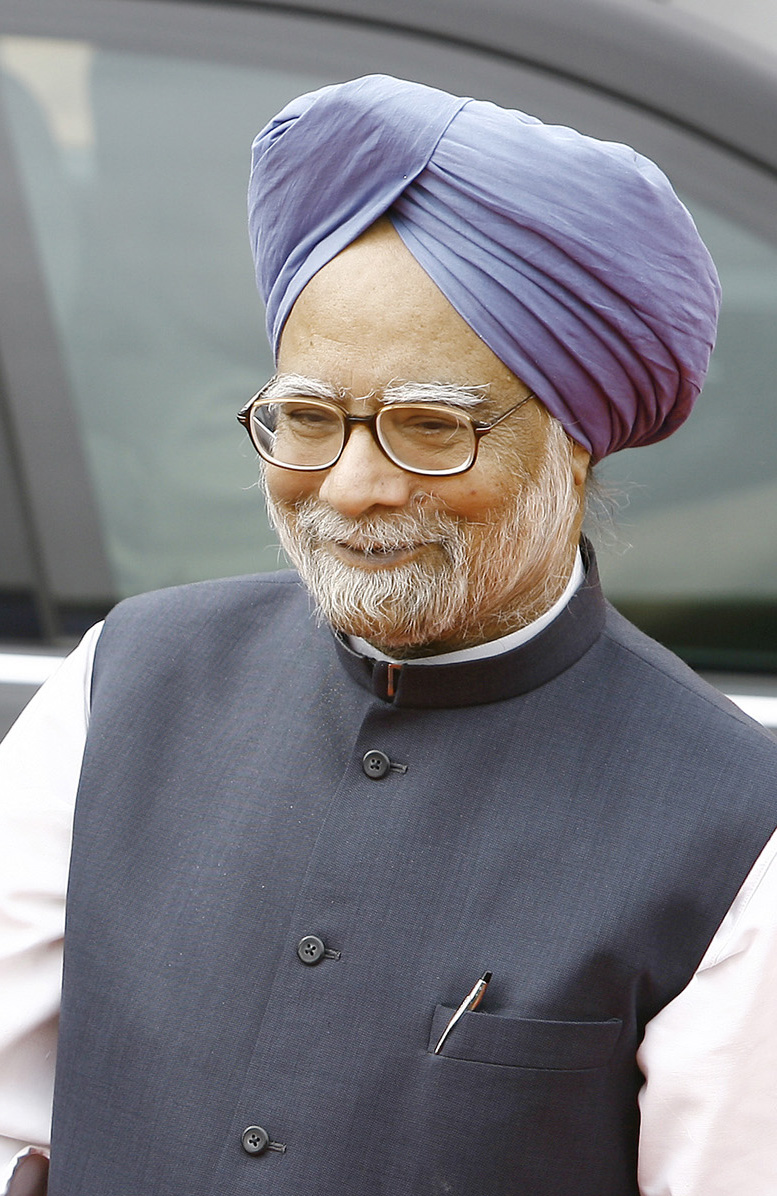
IND Manmohan Singh
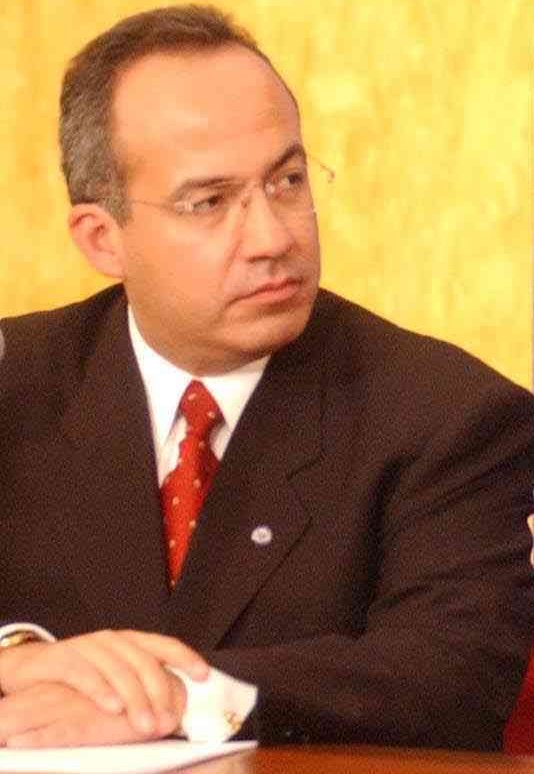
MEX Felipe Calderón
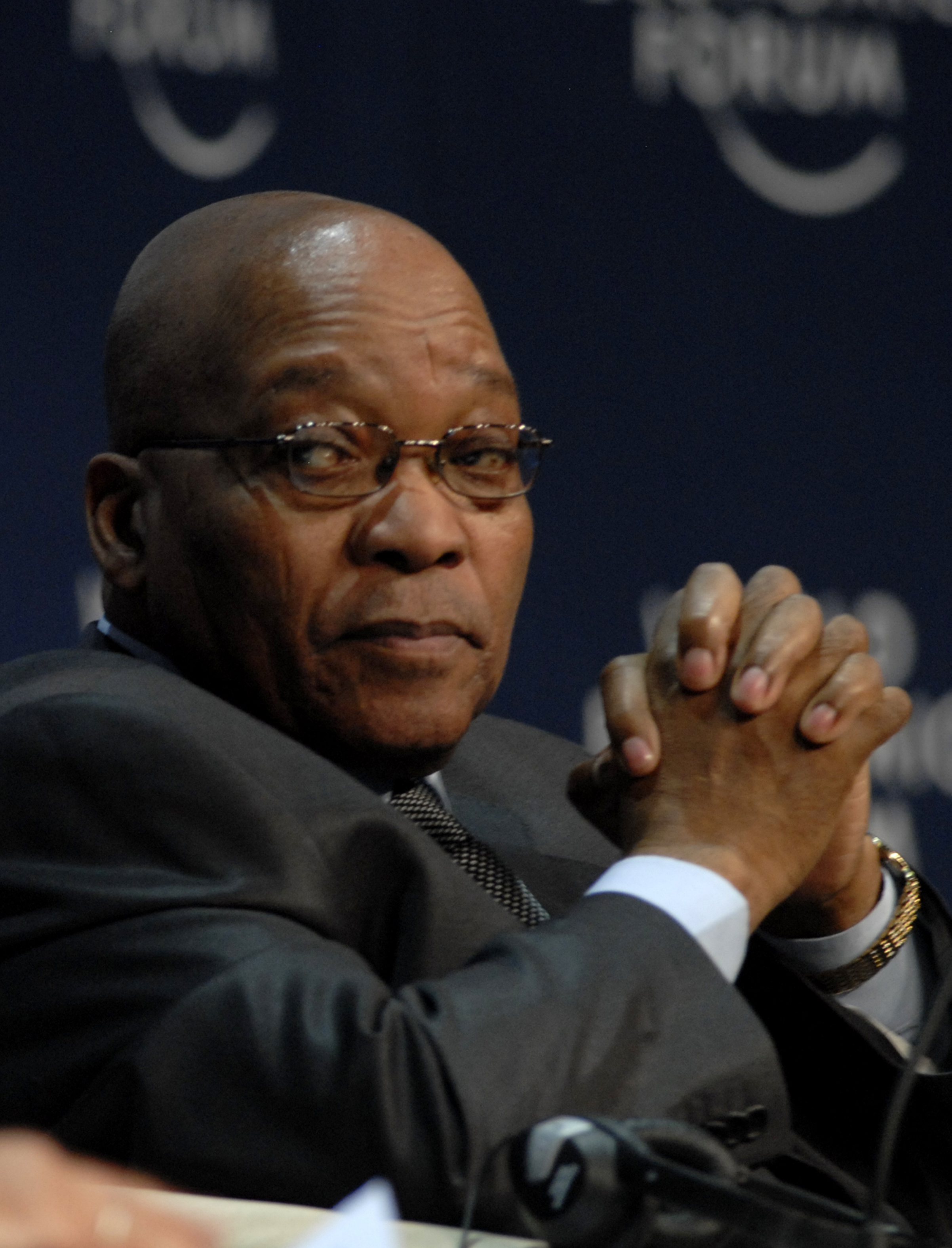
RSA Jacob Zuma

- China
Dai Bingguo[n. 1]
- India
Manmohan Singh
- México
Felipe Calderón
- Sudáfrica
Jacob Zuma

1. ↑  El presidente chino Hu Jintao hubo de regresar a su país por los disturbios étnicos acontecidos en Ürümqi.[2] El consejero de Estado, Dai Bingguo, lideró la delegación china.

#### Otros líderes
- Argelia – Abdelaziz Bouteflika, presidente.
- Angola – José Eduardo dos Santos, presidente.
- Australia – Kevin Rudd, primer ministro.
- Corea del Sur – Lee Myung-bak, presidente.
- Dinamarca – Lars Løkke Rasmussen, primer ministro.
- Egipto – Hosni Mubarak, presidente.
- España – José Luis Rodríguez Zapatero, presidente del gobierno.
- Indonesia – Susilo Bambang Yudhoyono, presidente.
- Libia – Muammar al-Gaddafi, presidente del consejo revolucionario.
- Nigeria – Umaru Yar'Adua, presidente.
- Países Bajos – Jan Peter Balkenende, primer ministro.
- Senegal – Abdoulaye Wade, presidente.
- Suecia – (participando como presidente del Consejo de Europa).
- Turquía – Recep Tayyip Erdoğan, primer ministro.

#### Líderes de organizaciones internacionales
- Agencia Internacional de la Energía
- Agencia Internacional de la Energía Atómica
- Banco Mundial
- Comunidad de Estados Independientes (CEI)
- Organización de las Naciones Unidas (ONU)
- Organización Mundial de la Salud (OMS)
- Organización Mundial del Comercio (OMC)
- UNESCO
- Unión Africana
- Unión Europea – José Manuel Durão Barroso, presidente de la Comisión Europea.